# Мбилини
Мбилини, син Мсаватија (енгл. Mbilini waMswati, око 1843–1879), претендент на престо народа Свази и истакнути борац против Британаца у Англо-Зулу рату.

## Биографија
Мбилини је био омиљени син краља Мсватија, сина Собхузе од Свазија, али је изгубио борбу за наследство 1865. Побегао је у Зулуленд и ставио се под заштиту тадашњег регента, а каснијег краља Кечваја, који је видео да би могао би да га искористи да учврсти власт Зулуа на северозападној граници са Бурима.
Из свог насеља у Тафелбергу, десетак миља североисточно од Лунебурга, Мбилини је стекао личне следбенике и успоставио блиске односе са оближњим Зулу племенима Кубека и Абакулуси. Подједнако је упадао у Свази и бурски Трансвал и претио је Лунебуршким насељеницима. Године 1877. основао је ново насеља на планини Хлобане, ван домета бурске одмазде. Током Англо-Зулу рата, користио је своје супериорне вештине као вођа гериле против британске колоне број 4. Нападао је њене снаге код Зунгвинија и Хлобанеа у јануару 1879, извршио препад на Лунебург у фебруару, прегазио конвој из Дербија у бици на реци Интомбе почетком марта и победио Британце у бици код Хлобанеа касније тог месеца. Након битке код Камбуле, Британци су коначно остварили превласт у том крају и убили Мбилинија у окршају 5. априла.